# 에버그란데 IFC
에버그란데 IFC는 중국 허페이에 보류중인 마천루이다.